# Ruine Urnburg
Die Ruine Urnburg, auch Dalenburg genannt, ist die Ruine einer Höhenburg auf einer bewaldeten Anhöhe an der Kreisstraße K 4711 zwischen Rohrdorf und der L 370 südlich des Ortsteiles Rohrdorf von Eutingen im Gäu im Landkreis Freudenstadt in Baden-Württemberg, Deutschland.

## Geschichte
Die Urnburg gehörte einst zu den bedeutenden Burgen zwischen Horb am Neckar und dem Neckarknie. Sie war lange die Stammburg eines Zweiges der Herren von Weitingen. 1381 verkaufte Graf Rudolf III. von Hohenberg den Besitz an Herzog Leopold III. von Österreich. Aufgrund von nicht ausgelösten Pfandschaften behielt jedoch die Gemahlin von Rudolf III., Ida von Toggenburg, die Herrschaft. Die Burg diente ihr zeitweilig auch als Witwensitz. Erst 1392 konnte Herzog Leopold IV. von Österreich von seinem Auslösungsrecht Gebrauch machen. Von den österreichischen Besitzern wurde die Herrschaft Urnburg mehrfach verpfändet.
Ende des 14. Jahrhunderts geriet die Urnburg in die Wirren des Städtekriegs und wurde von dem Markgrafen Bernhard von Baden vergeblich belagert. Nach einigem Hin und Her gelangte die Herrschaft in den Besitz des württembergischen Grafen Eberhard im Bart, nachdem dieser zuvor in einem Rechtsstreit 1465 die Burg selbst durch Beschuss bis zur Unbewohnbarkeit zerstört hatte. Mit finanzieller Unterstützung von König Maximilian I. wurde die Burg wieder aufgebaut. Als es zu einem Zerwürfnis mit Herzog Ulrich von Württemberg kam, ließ dieser die Urnburg plündern und niederbrennen. Seither diente die Urnburg eine Zeit lang noch als Kornspeicher und 1576 kam die Ruine mit den zugehörigen Dörfer wieder unter österreichische Herrschaft, der schließlich Napoleon Bonaparte im Frieden von Pressburg 1805 ein Ende setzte. Die Burgruine lieferte seither den Rohrdorfer Bauern das Baumaterial für ihre Höfe und wurde abgetragen.

Von der einstigen Burg ist nur noch ein bedachter Rundturm erhalten.